# IC 2464
IC 2464 ist eine Spiralgalaxie vom Hubble-Typ S im Sternbild Löwe an der Ekliptik, die schätzungsweise 432 Millionen Lichtjahre von der Milchstraße entfernt ist.
Das Objekt wurde am 14. April 1896 von Stéphane Javelle entdeckt.